# همسة اللامبالاة (أغنية)
همسة اللامبالاة (أغنية) (بالإنجليزية: Careless Whisper)‏ أغنية بوب كتبها جورج مايكل، وأندرو ريدجلي، عضوي الثنائي الموسيقي البريطاني "وام (Wham)"،  صدرت في 24 يوليو 1984، من ألبوم «إجعلها كبيرة Make It Big». تتميز الأغنية بلازمة موسيقية مميزة للساكسفون، وقد تم إصدار نسخ كثيرة من الأغنية بأداء فنانين كثر (131 فنان) منذ إصدارها الأول. تم إصدارها كأغنية فردية وحققت نجاحًا تجاريًا كبيرًا في جميع أنحاء العالم. وصلت إلى المرتبة الأولى في ما يقرب من 25 دولة، حيث بيع منها حوالي 6 ملايين نسخة حول العالم - مليونان منها في الولايات المتحدة.

## خلفية الأغنية
كان جورج مايكل يعمل كمنسق موسيقي "دي جي" في مطعم بيل أير عام 1981، وقال عن طريقته في كتابة أغانيه: "لقد كتبت دائمًا في الحافلات والقطارات وفي السيارات. يحدث ذلك دائمًا في الرحلات، وعن أغنيتي همسة اللامبالاة، أتذكر بالضبط جاءت الفكرة لأول مرة، توصلت إلى اللازمة الموسيقية للساكس، أتذكر أنني كنت أدفع ثمن تذكرة الحافلة وجائتني فكرة لحن الساكس، لقد كتبته بالكامل في رأسي، عملت عليه لمدة ثلاثة أشهر في رأسي.

## طاقم العزف والتسجيل
- جورج مايكل: غناء رئيسي ودعم
- ستيف جريجوري: ساكسفون
- ديون إستوس: جيتار باس
- تريفور موريل: طبول
- كريس بارين: لوحات المفاتيح (كيبورد)
- آن دادلي: لوحات المفاتيح (كيبورد)
- هيو بيرنز: جيتار كهربائي
- داني كامينغز: إيقاع

## كلمات الأغنية
أشعر بعدم اليقين I feel so unsure
وأنا أمسك بيدك وأقودك إلى حلبة الرقص As I take your hand and lead you to the dance floor
وعندما تنتهي الموسيقى، شيء في عينيك As the music dies, something in your eyes
يجلب إلى ذهني شاشة فضية Calls to mind a silver screen
كلها وداعًا حزينًا And all its sad good-byes
لن أرقص مجددا أبدا I'm never gonna dance again
أقدام المذنب تفتقد الإيقاع Guilty feet have got no rhythm
رغم أنه من السهل التظاهر Though it's easy to pretend
أعلم إنكِ لستِ حمقاء I know you're not a fool
كان يجب أن أعرف أفضل من خداع صديق Should've known better than to cheat a friend
وأهدر الفرصة التي أعطيت لي And waste the chance that I'd been given
لذلك لن أرقص مرة أخرى So I'm never gonna dance again
بالطريقة التي رقصت معكِ The way I danced with you
الوقت لا يمكن أن يرمم ابدًا Time can never mend
همسات اللامبالاة لصديق جيد The careless whispers of a good friend
إلى القلب والعقل To the heart and mind
الجهل رفيق بي Ignorance is kind
لا راحة في الحقيقة There's no comfort in the truth
الألم هو كل ما ستجده Pain is all you'll find
لن أرقص مجددا أبدا I'm never gonna dance again
اقدام المذنب تفتقد الإيقاع Guilty feet have got no rhythm
رغم أنه من السهل التظاهر Though it's easy to pretend
أعلم أنكِ لستِ حمقاء I know you're not a fool
كان يجب أن أعرف أفضل من خداع صديق I should've known better than to cheat a friend
وأهدر الفرصة التي أعطيت لي And waste the chance that I'd been given
لذلك لن أرقص مرة أخرى So I'm never gonna dance again
الطريقة التي رقصت بها معك اوه The way I danced with you, ohh
أبدا بدون حبك Never without your love
الليلة تبدو الموسيقى صاخبة جدا Tonight the music seems so loud
أتمنى أن نفقد هذا الحشد I wish that we could lose this crowd
ربما يكون أفضل بهذه الطريقة Maybe it's better this way
كنا نؤذي بعضنا البعض بالأشياء التي نريد أن نقولها We'd hurt each other with the things we'd want to say
كان من الممكن أن نكون جيدين معًا We could have been so good together
كان من الممكن أن نعيش هذه الرقصة إلى الأبد We could have lived this dance forever
لكن الآن من سيرقص معي But no one's gonna dance with me
من فضلك إبقى Please stay
الآن بعد أن ذهبت Now that you're gone
الآن بعد أن ذهبت Now that you're gone
الآن بعد أن رحلت Now that you're gone
ماذا كان خاطئًا جدًا فيما فعلته Was what I did's so wrong, so wrong
خاطئًا جدًا وكان عليك أن تتركيني وحدي؟ That you had to leave me alone

## نسخ أخرى للأغنية
قام عدد يفوق 140 فنان  بغناء نسخهم الخاصة من الأغنية كانت أبرزهم:
مينا (1987) – غلوريا جاينور (1989) - خوليو إغليسياس (2006) – باري مانيلو (2008).

## وصلات خارجية
- 'Careless Whisper'
- Wham! star says ‘Careless Whisper’ re-release isn’t ‘appropriate’ George Michael tribute
- George Michael: Careless Whisper (1984)
- George Michael’s Careless Whisper tops poll of radio listeners’ favourite songs